# 京阪本通
京阪本通（けいはんほんどおり）は、大阪府守口市にある地名。2025年現在の行政地名は京阪本通一丁目から京阪本通二丁目。

## 地理
守口市の南西部に位置する。北は竹町・松町、南東は豊秀町、北西に緑町、北から西にかけて大阪市旭区太子橋と接する。南部に一丁目、北部に二丁目がある。

## 歴史

### 沿革
- 1939年（昭和14年）、大阪府北河内郡守口町土居・守口・守口旧狼島の各一部より成立[5]。
- 1946年（昭和21年）、守口町が三郷町と合併し、守口市となる。

## 世帯数と人口
2025年（令和7年）5月31日現在の世帯数と人口は以下の通りである。
| 丁目           | 世帯数    | 人口    |
| -------------- | --------- | ------- |
| 京阪本通一丁目 | 1,173世帯 | 1,883人 |
| 京阪本通二丁目 | 764世帯   | 1,460人 |
| 計             | 1,937世帯 | 3,343人 |

### 人口の変遷
国勢調査による人口の推移。
| 1995年（平成7年）  | 2,254人 | [ 6 ]  |  |
| 2000年（平成12年） | 2,186人 | [ 7 ]  |  |
| 2005年（平成17年） | 2,312人 | [ 8 ]  |  |
| 2010年（平成22年） | 2,279人 | [ 9 ]  |  |
| 2015年（平成27年） | 2,711人 | [ 10 ] |  |
| 2020年（令和2年）  | 3,372人 | [ 11 ] |  |

### 世帯数の変遷
国勢調査による世帯数の推移。
| 1995年（平成7年）  | 879世帯   | [ 6 ]  |  |
| 2000年（平成12年） | 998世帯   | [ 7 ]  |  |
| 2005年（平成17年） | 1,198世帯 | [ 8 ]  |  |
| 2010年（平成22年） | 1,233世帯 | [ 9 ]  |  |
| 2015年（平成27年） | 1,510世帯 | [ 10 ] |  |
| 2020年（令和2年）  | 1,885世帯 | [ 11 ] |  |

## 学区
市立小・中学校に通う場合、学区は以下の通りとなる。選択区域あり。
| 丁目           | 番/番地等     | 小学校             | 中学校             |
| -------------- | ------------- | ------------------ | ------------------ |
| 京阪本通一丁目 | 1, 2, 9, 10番 | 守口市立守口小学校 | 守口市立第一中学校 |
| 京阪本通一丁目 | 3 - 8番       | 守口市立さつき学園 | 守口市立さつき学園 |
| 京阪本通二丁目 | 全域          | 守口市立守口小学校 | 守口市立第一中学校 |

## 事業所
2021年（令和3年）現在の経済センサス調査による事業所数と従業員数は以下の通りである。
| 丁目           | 事業所数  | 従業員数 |
| -------------- | --------- | -------- |
| 京阪本通一丁目 | 82事業所  | 1,395人  |
| 京阪本通二丁目 | 100事業所 | 1,871人  |
| 計             | 182事業所 | 3,266人  |

## 交通

### 鉄道
- 大阪市高速電気軌道 (Osaka Metro)
谷町線：太子橋今市駅 - 守口駅
今里筋線：太子橋今市駅

### バス
2025年1月現在
- 京阪バス[14]
  - 1号経路：地下鉄守口 - 京阪本通、土居
  - 3・4号経路：地下鉄守口 - 京阪本通
- 大阪シティバス[15]
  - 10・34・35・78号系統：守口車庫前 - 地下鉄太子橋今市
- あさひあったかバス[16]
  - 地下鉄太子橋今市 - 守口車庫前 …… 守口車庫北

### 道路
- 阪神高速12号守口線
- 国道1号

## 施設
- 守口市役所
- 守口警察署
- 守口消防署
- 大阪府立淀川工科高等学校
- 大阪シティ信用金庫守口支店
- 紀陽銀行守口支店
- りそな銀行守口支店
- 大阪シティバス守口営業所
- 万代太子橋店
- イオンタウン守口
- イオンフードスタイル守口店

## 郵便
- 郵便番号：570-0083[3]（集配局：守口郵便局[17]）。

## ギャラリー

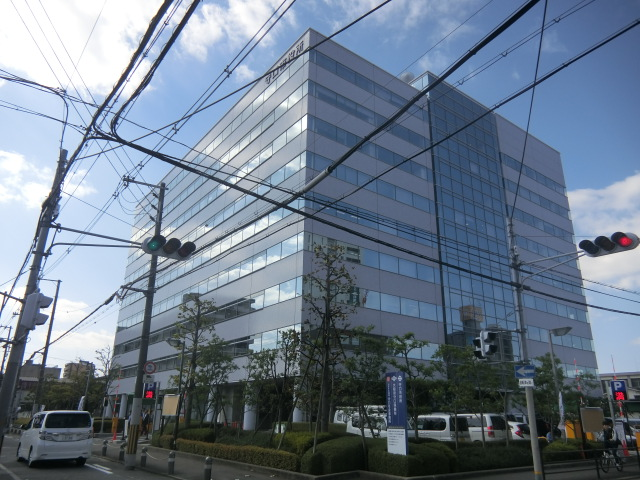
守口市役所
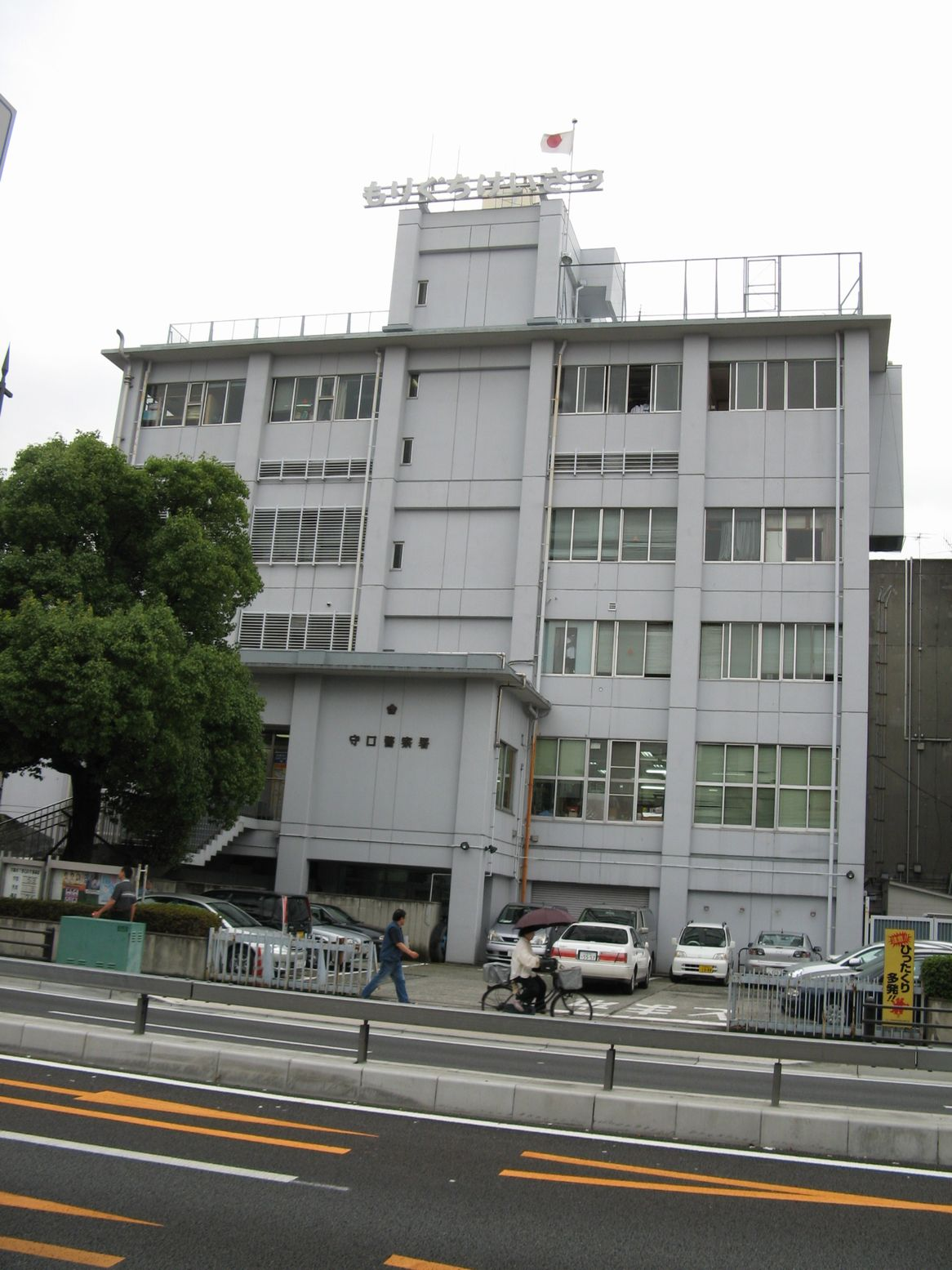
守口警察署
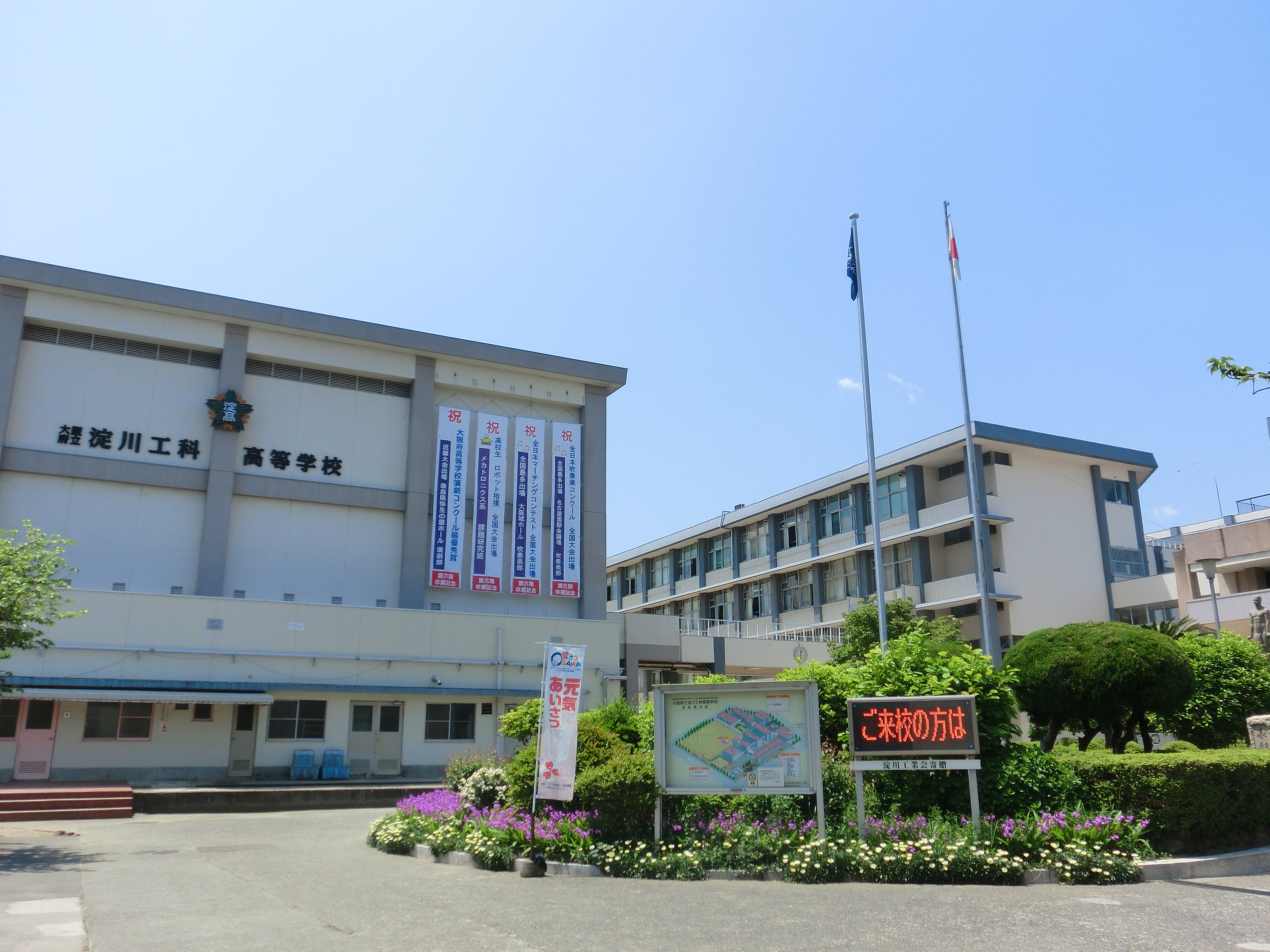
大阪府立淀川工科高等学校
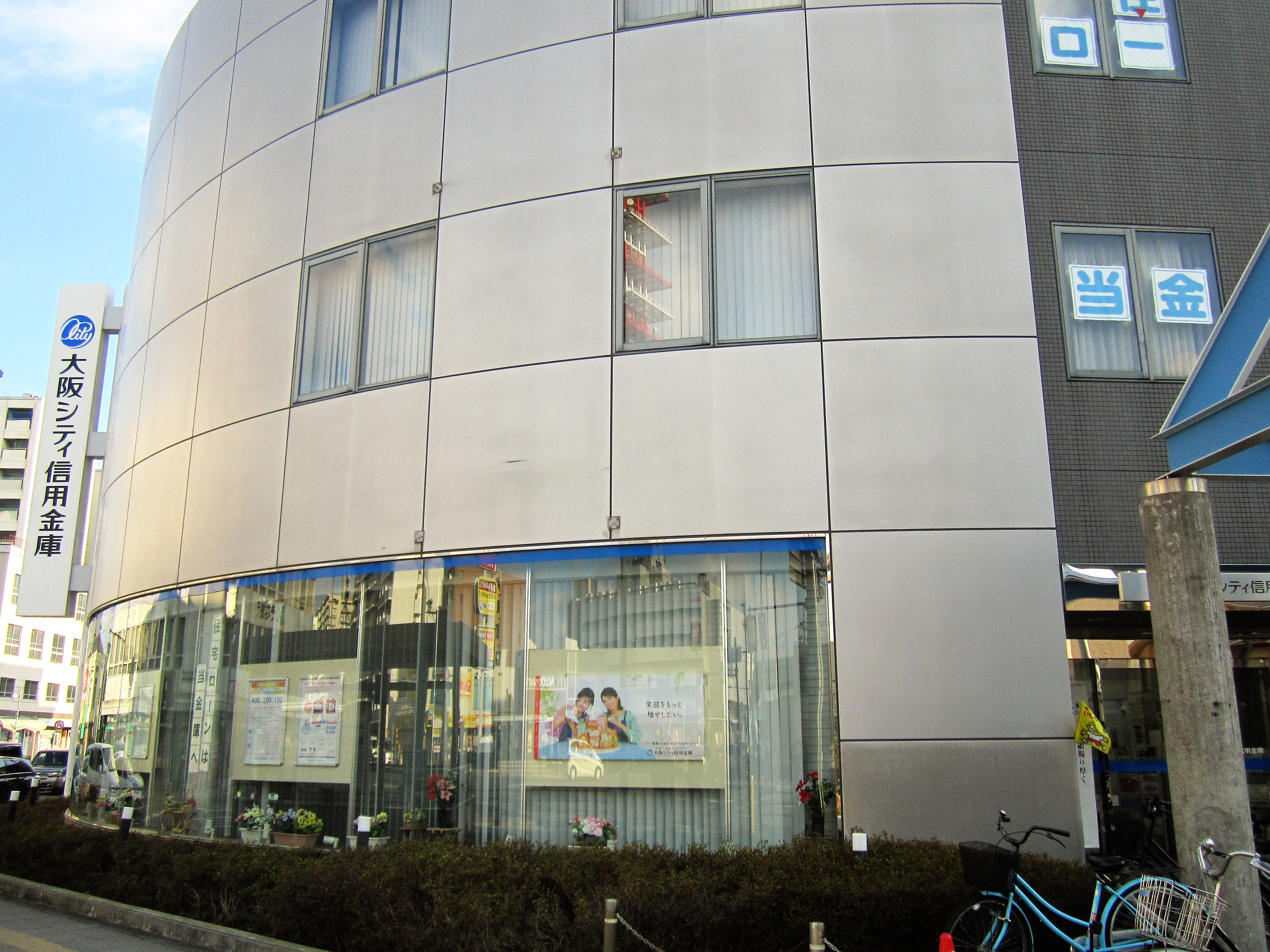
大阪シティ信用金庫守口支店
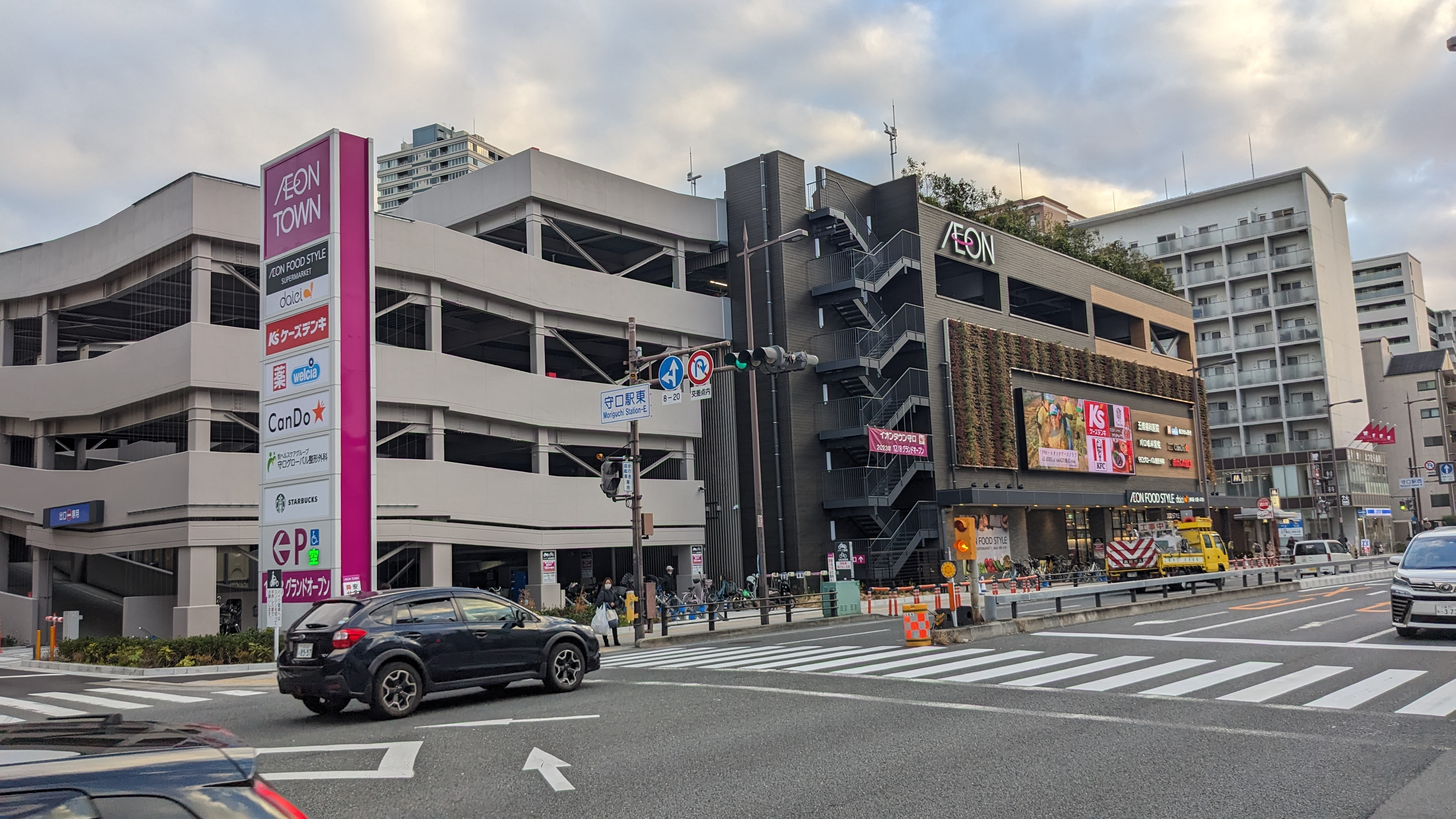
イオンタウン守口
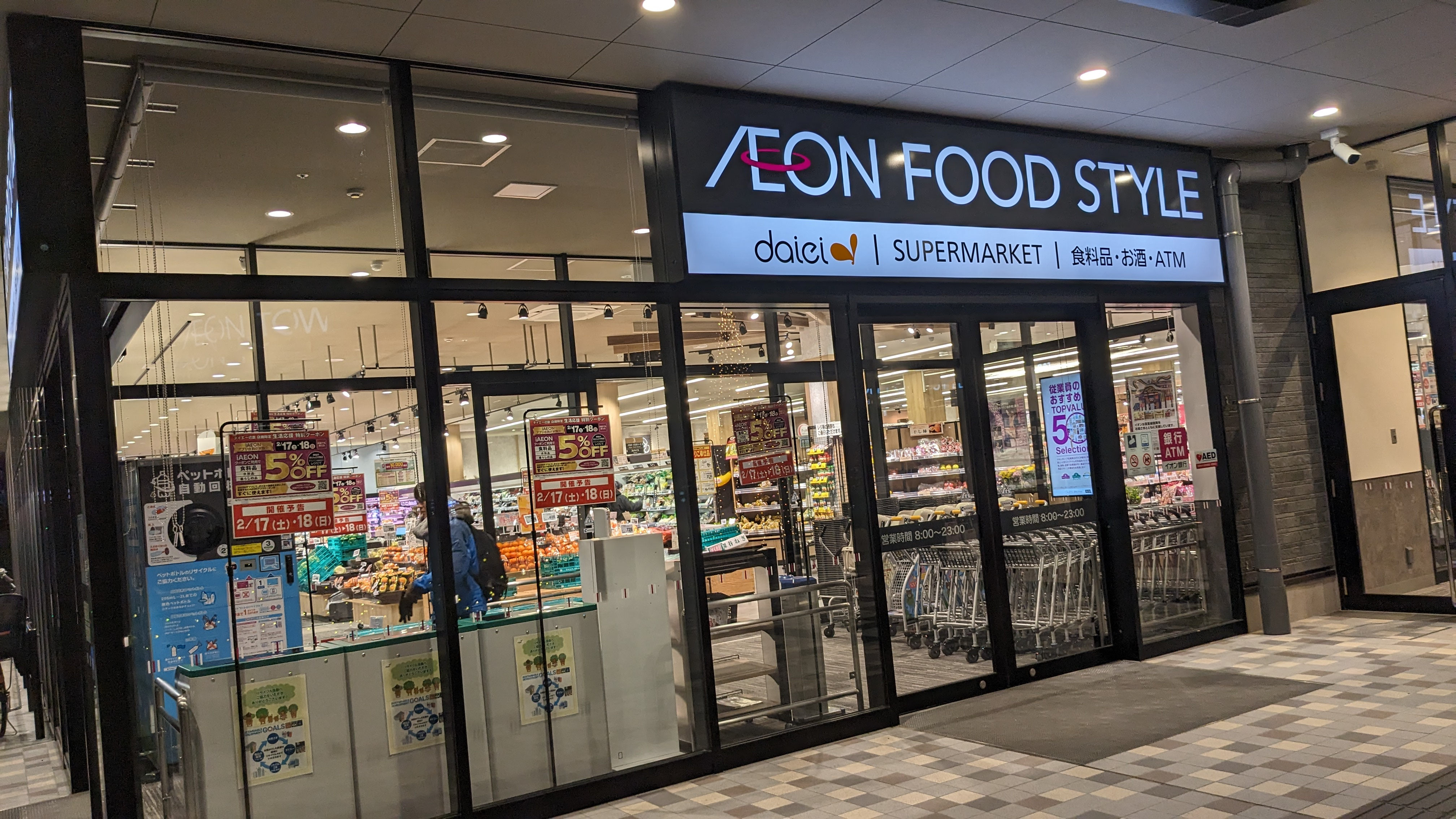
イオンフードスタイル守口店
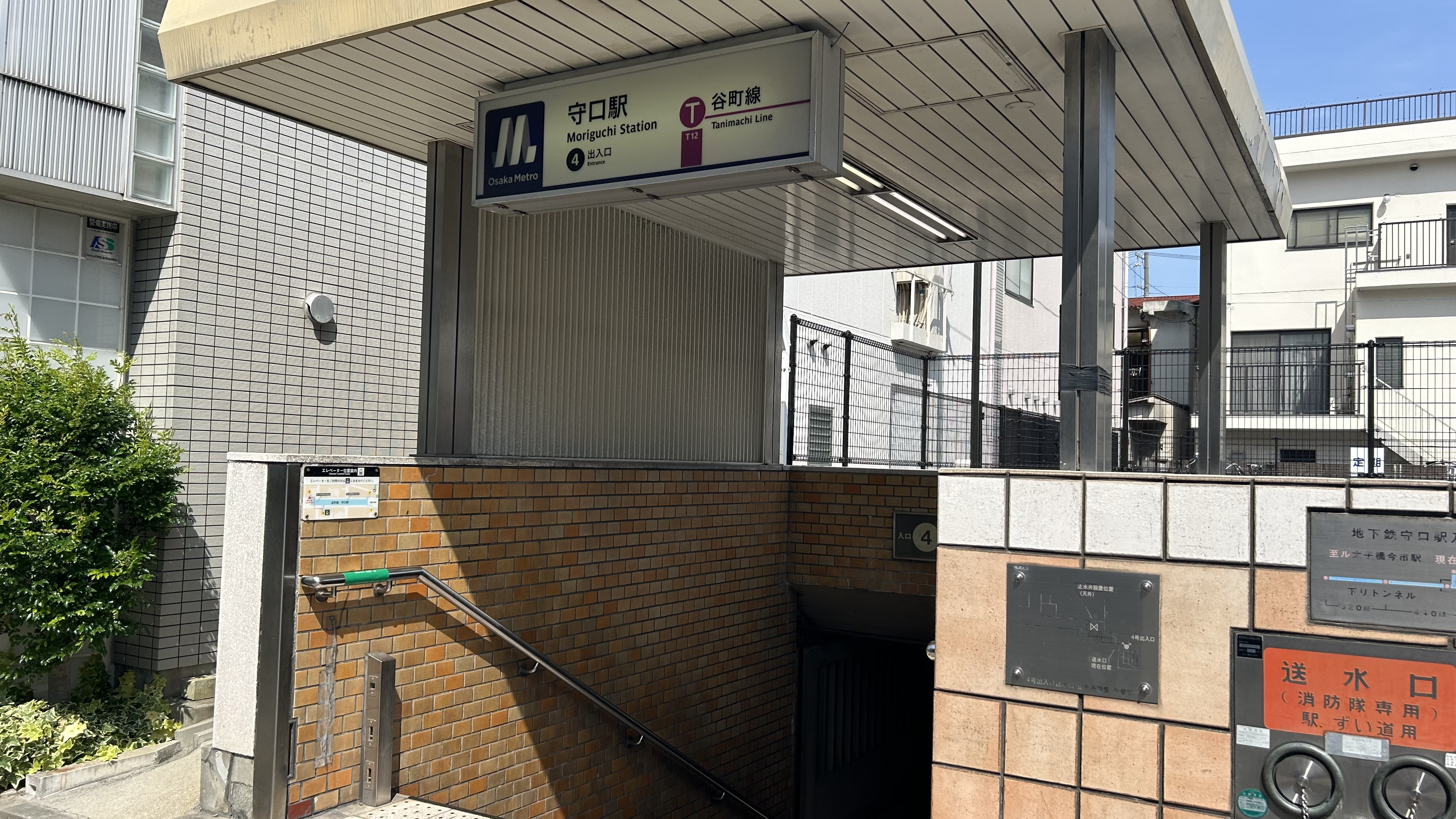
Osaka Metro 守口駅
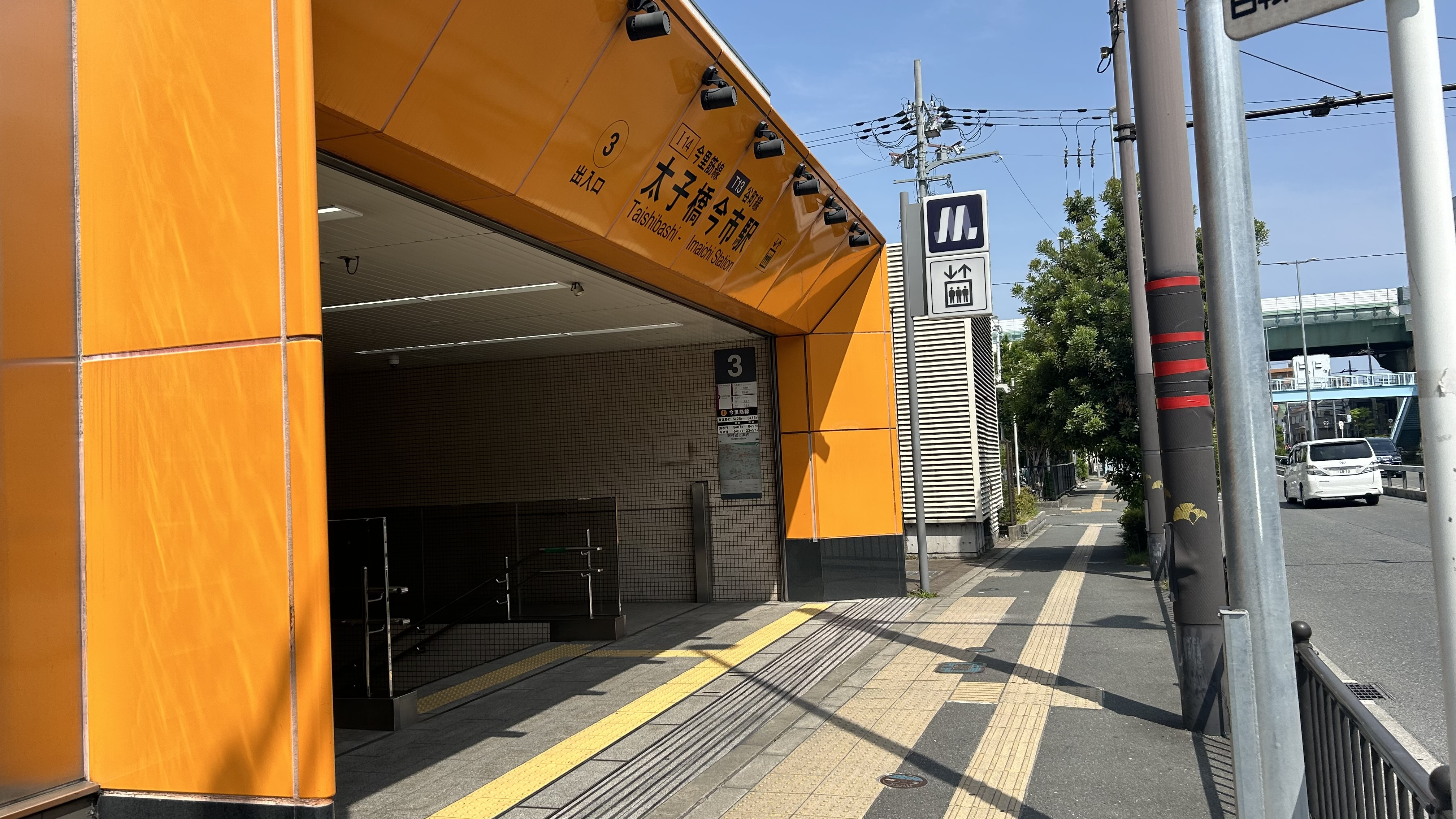
Osaka Metro 太子橋今市駅